# Romanze in Moll
Romanze in Moll ist ein deutscher Spielfilm aus dem Jahr 1943, der unter der Regie von Helmut Käutner entstand. Ausländische Verleihtitel: Lumiere dans la nuit (Frankreich), Romanza en tono menor (Spanien), La collana di perle (Italien), Det gåtfulla leendet (Schweden), Romance in a Minor Key (USA).

## Handlung
Madeleine hat Gift genommen. Als ihr Mann, ein biederer Buchhalter, abends vom Kartenspiel nach Hause kommt, nimmt er zunächst an, sie würde bereits schlafen. Erst nach einer Weile wird ihm klar, dass seine Frau im Sterben liegt. Er lässt sie ins Krankenhaus bringen. Um die Arztkosten bezahlen zu können, rafft er alle Wertgegenstände zusammen, die er finden kann, und bringt sie ins Pfandhaus. Darunter befindet sich auch eine Perlenkette, die er bislang für eine billige Imitation gehalten hatte. Im Pfandhaus muss er jedoch erfahren, dass die Kette echt ist. Er kann schließlich den Juwelier ausfindig machen, von dem die Kette stammt, und findet heraus, wie seine Frau an die Perlen gelangt ist:
Der Komponist Michael hatte Madeleine dabei beobachtet, wie sie im Schaufenster des Juweliers eine wertvolle Perlenkette bewundert hatte, und sich sogleich in ihr eigentümliches Lächeln verliebt. Die Begegnung mit der jungen Frau inspirierte ihn zu dem Musikstück „Romanze in Moll“. Zum Dank schenkte er ihr die Kette und Madeleine wurde, nach anfänglichem Zögern, seine Geliebte. Monatelang führte die Frau ein Doppelleben, ohne dass ihr Mann davon etwas ahnte. Doch das Verhältnis zu Michael blieb ihrer Umgebung nicht lange verborgen. Durch einen Zufall erfuhr Viktor, der Vorgesetzte ihres Mannes, von der Affäre. Da er Madeleine ebenfalls begehrte, erpresste und bedrängte er sie. Sie gab sich ihm schließlich hin, sah keinen anderen Ausweg mehr und besorgte sich Gift.
Als Michael von der Erpressung erfährt, fordert er Viktor zum Duell heraus, bei dem dieser getötet wird. Michael wird bei dem Duell so schwer an der Hand verletzt, dass er wohl nie wieder wird Klavier spielen können. Er will sich der Polizei stellen, sucht aber zuvor noch Madeleines Ehemann auf, um ihm alles zu gestehen. Kurz darauf bricht Madeleines Mann mit den Worten „Erledigt, erledigt, es tut nicht einmal mehr weh“ über dem Bild seiner Frau zusammen.
Als letzten Gruß bringt Michael die Perlenkette schließlich an das Totenbett von Madeleine.

## Hintergrund
Drehbuchautor Willy Clever und Helmut Käutner ließen sich durch die Maupassant-Erzählung „Les bijoux“ zu dem Skript anregen.
Als weitere Inspirationsquelle dürfte das von Henri Bernstein verfasste Theaterstück Mélo gedient haben, das Paul Czinner bereits 1932 unter dem Titel Der träumende Mund verfilmt hatte. Auch dieser Film erzählt von einer jungen Frau, die sich auf ein Verhältnis mit einem Musiker einlässt und in ihrer Ausweglosigkeit am Ende den Freitod wählt.
Der Film wurde ab Juli 1942 im Jofa-Atelier Berlin-Johannisthal gedreht. Die Uraufführung fand am 25. Juni 1943 im Berliner Gloria-Palast statt.
Der von Goebbels als „ehe- und sittenzerstörend“ und „defätistisch“ eingestufte Film kam zunächst nur im Ausland und in einigen Frontkinos zum Einsatz. Von den Soldaten wurde Romanze in Moll wider Erwarten begeistert aufgenommen und – nach zahlreichen Protestbriefen an das Propagandaministerium – doch noch für die deutschen Kinos freigegeben.
Romanze in Moll erhielt schließlich das Prädikat „Künstlerisch besonders wertvoll“ und wurde zudem 1944 mit dem schwedischen Kritikerpreis ausgezeichnet.
Wie in den meisten seiner Filme hat Käutner auch hier einen Kurzauftritt: Er ist als Dichter zu sehen.
In der Eingangssequenz sollte die Gardine in Madeleines Schlafzimmer nach Käutners Vorstellungen „wie im Wind leicht wehen“. Um den gewünschten Effekt zu erzielen, band der Regisseur Marianne Hoppe einen Faden um den Finger, mit dessen Hilfe sie – für den Zuschauer unsichtbar – die Gardine in Bewegung bringen konnte.

## Stimmen und Kritiken zum Film
„Formal orientierte sich Käutner offenbar am „poetischen Realismus“ des französischen Vorkriegsfilms. Er setzte auf eindrucksvolle darstellerische Leistungen, auf einen pessimistischen Grundton, der in düsteren Bildern manchmal ein wenig zu symbolhaft beschworen wird. Licht und Schatten spielen hier eine große Rolle. Ihr Kontrast zeichnet eine abgeschlossene Welt, in der – wie bei Carné – die reinen Gefühle sich nicht gegen die widrige Umwelt behaupten können, in der die Heldin fast schuldlos schuldig wird und dafür büßen muß.“ – Dieter Krusche: Reclams Filmführer, 11. Auflage, Stuttgart 2000, Seite 575–576
„Dieses als Kammerspiel inszenierte Melodram gewinnt seine atmosphärische Dichte aus der bewußten Betonung seines Studiocharakters: Dekor und Ausleuchtung ergeben perfekt nuancierte Tableaus, deren Künstlichkeit zugleich ihre Intensität ausmacht. Es gelang Käutner, sein Ensemble zu Höchstleistungen anzuspornen. Marianne Hoppe setzt die Zerrissenheit zwischen leidenschaftlicher Liebe zu Michael und zärtlicher Achtung des Ehemannes gefühlsintensiv und glaubhaft um; Paul Dahlke gestaltete die schwierige Figur des blass-verbindlichen Gatten zu seiner berührendsten Filmrolle; Ferdinand Marian gab dem für ihn typischen Charakter des sensiblen Komponisten mit sinnlicher Ausstrahlung große Eindringlichkeit. Wenige Filme im Dritten Reich verteidigen das Recht auf ein selbstbestimmtes Leben und die Autonomie der privaten Sphäre derart deutlich gegen die vereinnahmenden gesellschaftlichen Unterordnungsansprüche.“ – Thomas Kramer: Lexikon des deutschen Films, Stuttgart 1995, Seite 263–64
„Käutner ließ sich durch Novellen von Maupassant zu diesem sensiblen melancholischen psychologischen Gesellschaftsdrama inspirieren, das von der französischen Kritik (Georges Sadoul unter anderen) als einziger bedeutender Film der NS-Epoche gerühmt wird.“ Lexikon des Internationalen Films, Ausgabe 1990, Seite 3151